# Frank Posiadly
Frank Posiadly (* 5. Januar 1967 in Delmenhorst) ist ein deutscher Schriftsteller, Drehbuchautor und Psychologe.

## Werdegang
Frank Posiadly wuchs in Brake (Unterweser) auf und studierte Psychologie und Journalistik in Hamburg, wo er auch heute noch lebt und arbeitet. Nach abgeschlossenem Studium war er zunächst wissenschaftlich am Institut für Medizinsoziologie des Universitätskrankenhauses Eppendorf beschäftigt. Anschließend volontierte er an der Axel Springer Journalistenschule und arbeitete in verschiedenen Zeitungs- und Zeitschriftenredaktionen (Funk Uhr, Bergedorfer Zeitung). Nachdem er das Aufbaustudium Film unter der Leitung von Hark Bohm absolviert hatte, schrieb er Drehbücher für die ARD-Serie Tatort, die ZDF-Serie Notruf Hafenkante und die ZDF-Fernsehfilmreihe Herzkino. 2005 war Frank Posiadly Stipendiat der Winterakademie des Fördervereins Deutscher Kinderfilm und erhielt für den von ihm entwickelten Stoff Still, still, still eine Drehbuchförderung des Kuratoriums Deutscher Film. 2016 erschien sein erster Roman.

## Filmografie (Auszug)
- Sonntags (Kurzfilm, 2000)[2]
- Hochzeitstag (Kurzfilm, 2002)[3]
- Hier bei mir (Kurzfilm, 2002)[4]
- Tatort: Schürfwunden (ARD, 2003)
- Notruf Hafenkante (ZDF, 4 Episoden 2007–2009)[5]
- Emilie Richards: Denk nur an uns beide (ZDF, 2010)[6]
- Emilie Richards: Sehnsucht nach Paradise Island (ZDF, 2011)[7]

## Romane
- Die Stille nach dem Tod (Leda-Verlag, 2016, ISBN 978-3-86412-098-5)
- Freud schweigt (Gmeiner-Verlag, 2024, ISBN 978-3-8392-0594-5)

## Auszeichnungen
(Quelle: )
- Short-Tiger der Filmförderungsanstalt für Sonntags (2000)
- Shock Award für Hochzeitstag (2002)
- Filmschulpreis in Silber für Hier bei mir (2002)

## Fachartikel als Psychologe
Alle reden von Persönlichkeit. Wir nicht. Oder? Eine Annäherung aus systemischer Sicht. Themenzentrierte Interaktion Vol.34/1. S. 50–55
Was ist normal am Sterben? Handlungsbegründungen und -bewertungen von professionellen Helfern in der Sterbebegleitung. Zeitschrift für Politische Psychologie 3+4/97 S. 471–485
Side-effects of teaching – the divergence between formal und factual qualification in Germany. Nurse Education Today Vol. 15/1, Feb. 1995, S. 47–51